# Преображенский храм (Котаки)
Преображенский храм Котаки (греч. Μεταμόρφωση Σώτειρα του Κοττάκη) — православный византийский храм XI века, расположен в районе Плака греческой столицы на известной туристам улице Кидатинеон (Οδός Κυδαθηναίων).
Храм являлся первой русской посольской и первой русской приходской церковью греческой столицы.

## История
Храм крестово-купольный первой половины XI-го века. Принадлежал к характерным образцам афинской византийской церковной архитектуры. 
Первоначально храм был посвящён Спасительнице Богородице (Σώτειρα Παναγία). Впоследствии стал посвящён Преображению Господня, но известен под названием Спасителя Коттаки (Σωτείρα Κοττάκη), по имени ктитора (основателя) церкви.
Византийские росписи не сохранились. Немногочисленные сохранившиеся старые росписи принадлежат к пост-византийскому, XVIII веку. Однако в церкви хранятся несколько икон византийского периода, самой известной из которых является икона Богородицы «Новая Госпожа» (Παναγία Νέα Κυρά) XIV века.
В годы Греческой революции храм сильно пострадал, как от непосредственных разрушений, причинённых храму турками, так и в результате боёв, происходивших вокруг Акрополя, бывшего в те годы крепостью. 
После того как столица греческого государства была переведена из Навплиона в Афины, храм был предложен обосновавшемуся в городе посольству Российской империи в качестве посольской и приходской церкви, для образовывавшейся русской общины. 
Церковь была восстановлена в 1834—1837 годах на русские средства. В память об этом, на стене храма сегодня установлена мраморная доска. В храме по сегодняшний день хранится церковная российская утварь XIX века.
В 1855 году приход русской посольской церкви был переведен в храм Сотира Ликодиму, расположенном всего в 200 м от первой церкви, но уже за пределами Плаки.
Сегодняшними искусствоведами и архитекторами отмечается, что при восстановлении храма Сотира Котаки было произведено «множество вмешательств сомнительной эстетики» и множество пристроек, что изменило первоначальный византийский облик храма. Площадь была увеличена за счёт новых скатов крыш и перестройки западных стен. В 1917 году были пристроены 2 новые колокольни.
В сегодняшнем своём виде в церковь имеет два придела: справа святого Георгия (в которой, под мозаичной иконой св. Андрея, сохраняется мраморная резьба старого иконостаса), слева святого Димитрия (где установлена икона Панагия Одигитрия XVI века).
Сегодняшний мраморный иконостас, в палеохристианском стиле, является работой резчика по мрамору М. Скариса и выполнен под руководством византиниста академика Анастасия Орландоса.
В храме проповедовал известный греческий богослов Константин Иконому, в нем служил диаконом святой Николай Планас и будущий архиепископ Дамаскин (Папандреу).

## Вне храма
В садике, перед западным входом в храм, хранятся обломки зданий античной эпохи.
Здесь также находится, в полной сохранности, мраморная плита XVII века, украшавшая источник, дававший тогда воду всему кварталу. На плите прекрасно сохранился рельеф тритона и трезубца.
Напротив храма расположен дом, принадлежавший отцу греческого поэта и лауреата Нобелевской премии Сефериса, дипломату и поэту Стилианосу Сефериадису.
Дом перешёл в собственность дочери Сефериадиса, писательницы Иоанны Цацу, вышедшей замуж за будущего президента Греции, Константина Цацоса.
Президентская чета была прихожанами и меценатами храма.
В садике, напротив храма, установлены их бюсты.